# Podkamieniakowate

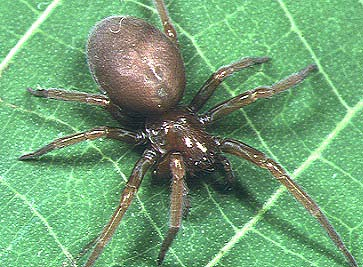
Samica Pandava laminata

Podkamieniakowate (Titanoecidae) – rodzina pająków z podrzędu Opisthothelae i infrarzędu Araneomorphae.

## Budowa
Pająki te osiągają od 3 do 12 mm długości ciała. Karapaks mają w zarysie prawie prostokątny, o prostym przednim brzegu i płytkich jamkach tułowiowych kształtu owalnego lub prostokątnego. Ośmioro oczu ustawionych jest w dwa rzędy po dwie pary. Środkowe pary danego rzędu leżą nieco bardziej z tyłu niż boczne. Tylny rząd jest szerszy niż przedni, a jego oczy mają kajakowate błony odblaskowe. Dość długie, nabrzmiałe u nasady szczękoczułki mają po 2–3 ząbki na krawędziach. Warga dolna może być od prawie okrągłej do prostokątnej. Szerokie, prostokątne w zarysie endyty ustawione są prawie równolegle. Kształt sternum jest owalny. Odnóża kroczne mają po jednym, długim trichobotrium przedwierzchołkowym na nadstopiach. Jednokrotnie piłkowany grzebień przędny ciągnie się przez prawie całą długość nadstopia. Stopy są pozbawione trichobotriów i zwieńczone trzema pazurkami. 
Opistosoma jest krótka, owalna, jednolicie ciemna lub z dwoma rzędami jasnych kropek. siteczko przędne jest podzielone i tak długie jak nasady kądziołków. Kądziołki przędne przedniej pary mają poszerzoną nasadę i krótko-kopulasty drugi człon. Tylna para kądziołków jest walcowata z bardzo krótkim drugim członem.
Nogogłaszczki samca cechują się obecnością skomplikowanej budowy apofizy dorsalnej przy jednoczesnym braku apofizy retrolateralnej. U samicy nogogłaszczki zwieńczone są pazurkiem.

## Biologia i występowanie
Podkamieniakowate bytują na powierzchni gruntu. Budują sieci przestrzenne lub płaskie sieci pod kamieniami.
Rodzina ta rozprzestrzeniona jest w Europie, palearktycznej i orientalnej Azji, Afryce Północnej oraz krainie nearktycznej i krainie neotropikalnej Ameryce. W Polsce stwierdzono dwa gatunki: podkamieniaka czteroplamkowego i Titanoeca spominima (zobacz też: podkamieniakowate Polski).

## Taksonomia
Takson ten wprowadzony został w 1967 roku przez Pekkę Lehtinena. Monofiletyzm rodziny jest dobrze wsparty. Według pracy Charlesa Griswolda i innych z 2005 stanowi grupę siostrzaną dla Phyxelididae, z którymi łączy się je w Titanoecoidea. Wyniki Warda Wheelera z 2017 wskazują, że zajmuje ona pozycję bazalną względem grupy obejmującej Phyxelididae i pająki z apofizą retrolateralną na nogogłaszczkach samców (tzw. RTA clade).
Należy tu 5 rodzajów:
- Anuvinda Lehtinen, 1967
- Goeldia Keyserling, 1891
- Nurscia Simon, 1874
- Pandava Lehtinen, 1967
- Titanoeca Thorell, 1870